# Vengeance aveugle (film, 2009)
Cet article concerne le film de Cyrus Frisch. Pour le film de Phillip Noyce, voir Vengeance aveugle.
Pour les articles homonymes, voir Vengeance aveugle.
Vengeance aveugle (Oogverblindend en version originale) est un film néerlandais réalisé par Cyrus Frisch en 2009.

## Synopsis
L'histoire d'un aveugle équipé d'une canne-épée qui cherche à se venger de ses ennemis.

## Fiche technique
Source : IMDb, sauf mention contraire
- Titre français : Vengeance aveugle
- Titre original : Oogverblindend
- Réalisation et Scénario : Cyrus Frisch
- Producteurs : Cyrus Frisch, Rutger Hauer
- Directeur de la photographie : Cyrus Frisch
- Montage : Cyrus Frisch
- Société de production : Nederlands Fonds voor de Film
- Format :  Couleur
- Pays d'origine : Pays-Bas
- Genre : Film dramatique
- Durée : 85 minutes
- Date de sortie : 2009

## Distribution
- Rutger Hauer
- Georgina Verbaan